# Liste der Kulturdenkmale in Finneland
In der Liste der Kulturdenkmale in Finneland sind alle Kulturdenkmale der Gemeinde Finneland und ihrer Ortsteile aufgelistet. Grundlage ist das Denkmalverzeichnis des Landes Sachsen-Anhalt, das auf Basis des Denkmalschutzgesetzes des Landes Sachsen-Anhalt vom 21. Oktober 1991 durch das Landesamt für Denkmalpflege und Archäologie Sachsen-Anhalt erstellt und seither laufend ergänzt wurde (Stand: 31. Dezember 2021).

## Kulturdenkmale nach Ortsteilen

### Bernsdorf
| Lage                                                   | Bezeichnung | Beschreibung | Erfassungs- nummer | Ausweisungsart | Bild           |
| ------------------------------------------------------ | ----------- | ------------ | ------------------ | -------------- | -------------- |
| Rudolf-Breitscheid-Straße (Karte)                      | Kirche      |              | 094 83901          | Baudenkmal     | Weitere Bilder |
| Rudolf-Breitscheid-Straße 2, 4, 6, 7, 8, 9, 10 (Karte) | Toranlage   |              | 094 83900          | Denkmalbereich | BW             |
| Rudolf-Breitscheid-Straße 22 (Karte)                   | Portal      |              | 094 83899          | Baudenkmal     | Portal         |
| Rudolf-Breitscheid-Straße 27 (Karte)                   | Toranlage   |              | 094 83898          | Baudenkmal     | Toranlage      |

### Borgau
| Lage              | Bezeichnung | Beschreibung | Erfassungs- nummer | Ausweisungsart | Bild |
| ----------------- | ----------- | ------------ | ------------------ | -------------- | ---- |
| Borgau (Karte)    | Kirche      |              | 094 83912          | Baudenkmal     | BW   |
| Borgau 12 (Karte) | Bauernhof   |              | 094 83911          | Baudenkmal     | BW   |

### Kahlwinkel
| Lage                                                        | Bezeichnung                       | Beschreibung                                                                      | Erfassungs- nummer | Ausweisungsart | Bild           |
| ----------------------------------------------------------- | --------------------------------- | --------------------------------------------------------------------------------- | ------------------ | -------------- | -------------- |
| nordöstlich außerhalb der Ortslage, unweit der B 176        | Wegweiser                         |                                                                                   | 094 30574          | Kleindenkmal   |                |
| nordöstlich außerhalb der Ortslage unweit der B 176 (Karte) | Wegweiser                         |                                                                                   | 094 30575          | Kleindenkmal   | BW             |
| Thomas-Müntzer-Straße 7 (Karte)                             | Toranlage                         |                                                                                   | 094 83891          | Baudenkmal     | Toranlage      |
| Thomas-Müntzer-Straße (Karte)                               | Kirche                            |                                                                                   | 094 83893          | Baudenkmal     | Weitere Bilder |
| Thomas-Müntzer-Straße (Karte)                               | Kriegerdenkmal                    |                                                                                   | 094 83894          | Baudenkmal     | Kriegerdenkmal |
| Thomas-Müntzer-Straße 6 (Karte)                             | Gedenkstein                       |                                                                                   | 094 83895          | Kleindenkmal   | BW             |
| Rudolf-Breitscheid-Straße 17 (Karte)                        | Toranlage                         |                                                                                   | 094 83898          | Baudenkmal     | BW             |
| Rudolf-Breitscheid-Straße 22 (Karte)                        | Portal                            |                                                                                   | 094 83899          | Baudenkmal     | BW             |
| Rudolf-Breitscheid-Straße (Karte)                           | Denkmalbereich Straßenzug         | zum Denkmalbereich gehören die Grundstücke Rudolf-Breitscheid-Straße 2–16 und 7–9 | 094 83900          | Baudenkmal     | BW             |
| Rudolf-Breitscheid-Straße (Karte)                           | Kirche St. Stephanus mit Kirchhof |                                                                                   | 094 83901          | Baudenkmal     | BW             |

### Marienroda
| Lage                              | Bezeichnung        | Beschreibung | Erfassungs- nummer | Ausweisungsart | Bild |
| --------------------------------- | ------------------ | ------------ | ------------------ | -------------- | ---- |
| Marienroda 11, 12, 13, 14 (Karte) | Vorwerk Marienroda | Vorwerk      | 107 05111          | Baudenkmal     | BW   |

### Saubach
| Lage                                                                                              | Bezeichnung    | Beschreibung                          | Erfassungs- nummer | Ausweisungsart | Bild           |
| ------------------------------------------------------------------------------------------------- | -------------- | ------------------------------------- | ------------------ | -------------- | -------------- |
| 300 m südlich der alten, auf der Kammlinie verlaufenden Kupferstraße, am Weg nach Saubach (Karte) | Gedenkstein    | Menhir von Saubach, auch Langer Stein | 094 83884          | Baudenkmal     | Weitere Bilder |
| an der alten Kupferstraße an der Straßenkreuzung Saubach - Altenroda (Karte)                      | Wegweiser      |                                       | 094 83883          | Baudenkmal     | Wegweiser      |
| Bahnhofstraße (Karte)                                                                             | Kriegerdenkmal |                                       | 094 83881          | Baudenkmal     | Kriegerdenkmal |
| Bahnhofstraße 5 (Karte)                                                                           | Kirche         | St. Jacobi                            | 094 83882          | Baudenkmal     | Weitere Bilder |
| Bahnhofstraße 7 (Karte)                                                                           | Bauernhaus     |                                       | 094 83877          | Baudenkmal     | BW             |
| Bahnhofstraße 10 (Karte)                                                                          | Bahnhof        |                                       | 094 83880          | Baudenkmal     | Weitere Bilder |
| Karl-Marx-Straße 19 (Karte)                                                                       | Rathaus        |                                       | 094 83870          | Baudenkmal     | BW             |
| Obere Straße 11 im Garten hinter dem Haus, lose an einen Baum gelehnt (Karte)                     | Gedenkstein    |                                       | 094 80650          | Baudenkmal     | BW             |
| Saubacher Mühlen 1 (Karte)                                                                        | Mühle          | Ölmühle                               | 094 83874          | Baudenkmal     | BW             |
| Saubacher Mühlen 2 (Karte)                                                                        | Mühle          | Kneisel- oder Nitzsche-Mühle          | 094 83875          | Baudenkmal     | BW             |
| Wilhelm-Pieck-Straße 5 (Karte)                                                                    | Wohnhaus       |                                       | 094 83876          | Baudenkmal     | BW             |
| Wilhelm-Pieck-Straße 32, 34 (Karte)                                                               | Straßenzeile   |                                       | 094 83873          | Denkmalbereich | BW             |
| Wilhelm-Pieck-Straße 37 (Karte)                                                                   | Bauernhaus     |                                       | 094 83879          | Baudenkmal     | Bauernhaus     |
| Zur Wespe (Karte)                                                                                 | Kriegerdenkmal |                                       | 094 83871          | Baudenkmal     | Kriegerdenkmal |
| Zur Wespe 1 (Karte)                                                                               | Kirche         | St. Nicolai                           | 094 83872          | Baudenkmal     | Weitere Bilder |

### Steinburg
| Lage                        | Bezeichnung    | Beschreibung | Erfassungs- nummer | Ausweisungsart | Bild |
| --------------------------- | -------------- | ------------ | ------------------ | -------------- | ---- |
| Dorfstraße auf dem Friedhof | Grabmal        |              | 094 83910          | Baudenkmal     |      |
| Steinburg auf dem Friedhof  | Glocke         |              | 094 83909          | Baudenkmal     |      |
| Steinburg (Karte)           | Kirche         |              | 094 83907          | Baudenkmal     | BW   |
| Steinburg                   | Kriegerdenkmal |              | 094 83908          | Baudenkmal     |      |
| Steinburg (Karte)           | Park           |              | 094 83905          | Baudenkmal     | BW   |
| Steinburg (Karte)           | Schloss        |              | 094 83906          | Baudenkmal     | BW   |
| Steinburg 16 (Karte)        | Ofenplatte     |              | 094 83903          | Baudenkmal     | BW   |
| Steinburg 20 (Karte)        | Wohnhaus       |              | 094 83904          | Baudenkmal     | BW   |

## Ehemalige Denkmale
Die nachfolgenden Objekte waren ursprünglich ebenfalls denkmalgeschützt oder wurden in der Literatur als Kulturdenkmale geführt. Die Denkmale bestehen heute jedoch nicht mehr, ihre Unterschutzstellung wurde aufgehoben oder sie werden nicht mehr als Denkmale betrachtet.

### Bernsdorf
| Lage                         | Bezeichnung | Beschreibung | Erfassungs- nummer | Ausweisungsart | Bild |
| ---------------------------- | ----------- | --- | ------------------ | -------------- | ---- |
| Rudolf-Breitscheid-Straße 16 | Wohnhaus    | Wohnhaus, nach einer Überprüfung wurde die Denkmaleigenschaft des Gebäudes negativ bewertet und im Jahr 2015 eine Austragung aus dem Denkmalverzeichnis vorgenommen. | 094 83902          | Baudenkmal     |      |

### Saubach
| Lage            | Bezeichnung | Beschreibung | Erfassungs- nummer | Ausweisungsart | Bild |
| --------------- | ----------- | --- | ------------------ | -------------- | ---- |
| Bahnhofstraße 6 | Bauernhaus  | Bauernhaus, zum Teil auch unter der Hausnummer 8 geführt, im Jahr 2018 wurde das Bauernhaus nach einer ungenehmigten Zerstörung aus dem Denkmalverzeichnis ausgetragen | 094 83878          | Baudenkmal     |      |

## Legende
In den Spalten befinden sich folgende Informationen:
- Lage: Nennt den Straßennamen und wenn vorhanden die Hausnummer des Kulturdenkmals. Die Grundsortierung der Liste erfolgt nach dieser Adresse. Der Link „Karte“ führt zu verschiedenen Kartendarstellungen und nennt die geographischen Koordinaten.
Link zu einem Kartenansichtstool, um Koordinaten zu setzen. In der Kartenansicht sind Baudenkmale ohne Koordinaten mit einem roten bzw. orangen Marker dargestellt und können in der Karte gesetzt werden. Baudenkmale ohne Bild sind mit einem blauen bzw. roten Marker gekennzeichnet, Baudenkmale mit Bild mit einem grünen bzw. orangen Marker.
- Offizielle Bezeichnung: Nennt den Namen, die Bezeichnung oder zumindest die Art des Kulturdenkmals und verlinkt, soweit vorhanden, auf den Artikel zum Objekt.
- Beschreibung: Nennt bauliche und geschichtliche Einzelheiten des Kulturdenkmals, vorzugsweise die Denkmaleigenschaften.
- Erfassungsnummer: Für jedes Kulturdenkmal wird in Sachsen-Anhalt eine 20stellige Erfassungsnummer vergeben. Die letzten zwölf Ziffern werden für die Untergliederung nach Teilobjekten genutzt und werden nur angegeben, soweit vergeben. In dieser Spalte kann sich folgendes Icon  befinden, dies führt zu Angaben zu diesem Baudenkmal bei Wikidata.
- Ausweisungsart: Die Einordnung des Denkmales nach § 2 Abs. 2 DenkmSchG LSA
- Bild: Ein Bild des Denkmales, und gegebenenfalls einen Link zu weiteren Fotos des Kulturdenkmals im Medienarchiv Wikimedia Commons. Wenn man auf das Kamerasymbol klickt, können Fotos zu Kulturdenkmalen aus dieser Liste hochgeladen werden: